# Andrea Bruce
Andrea Bruce, née en 1973, est une photojournaliste et photographe documentaire américaine.

## Biographie
Andrea Bruce est diplômée de l'Université de Caroline du Nord à Chapel Hill. Après l’obtention de son diplôme, elle travaille pour The Concord Monitor et The St. Petersburg Times. Elle est copropriétaire et membre de l'agence photographique NOOR. Elle partage son temps entre Kaboul et Washington.

## Carrière professionnelle
Par le biais de la photographie documentaire, Andrea Bruce axe principalement ses reportages sur les personnes vivant au lendemain de la guerre. Elle se concentre sur les questions sociales qui sont parfois ignorées, ou décuplées dans le sillage de la guerre,. Elle est également l'une des correspondantes du National Geographic,,.
Son travail  fait l'objet d'expositions internationales et est présenté dans des musées tels que le Musée des Beaux-Arts de Houston avec son œuvre War/Photography, le National Press Club de Washington avec l'exposition Arab Revolutions et la Third-Floor Gallery de Londres avec entre autres, Enamore.

### Irak et Afghanistan
Pendant plus de dix ans, Andrea Bruce fait la chronique des régions les plus troublées du monde, en se concentrant sur l'Irak et l'Afghanistan, pour The Washington Post, puis en photographe indépendante dans le cadre du réseau VII. En 2003, elle commence à travailler en Irak, en suivant les complexités et les obstacles du conflit vécu par les Irakiens et l'armée américaine. Elle est également l’auteure d’une chronique hebdomadaire pour le The Washington Post, intitulée Unseen Iraq,,,. 

### Our democraty
Le projet Our Democracy d'Andrea Bruce cherche à pousser les gens à regarder au-delà de la politique et à examiner les conditions sociales qui sous-tendent la société, en fournissant un enregistrement visuel de l'état de la démocratie locale aux États-Unis. Tout au long de la bourse CatchLight, la photojournaliste s’est immergée dans une communauté différente chaque mois. Elle utilise des récits visuels et audio pour explorer les expériences et les réflexions sur la démocratie contemporaine aux États-Unis. La ligne directrice fait référence au parcours d'Alexis de Tocqueville qui étudie la démocratie au milieu des années 1800,.
Le projet se déroule également en ligne, à travers la présence d’une carte interactive du parcours, accompagnée de contenus multimédia, et de données sur l'engagement social et politique de chaque communauté,. 

## Distinctions
Andrea Bruce a notamment reçu les plus hautes distinctions de la White House News Photographers Association (WHNPA). Elle est nommée à plusieurs reprises Photographe de l'année. Elle est lauréate de différents prix du concours international Images de l'année (International Pictures of the Year), et du prestigieux prix John Faber du Overseas Press Club de New York. 
En 2010, la photojournaliste reçoit la bourse de White House News Photographers Association (WHNPA) pour son travail en Ingouchie, dans le sud-ouest de la Russie. Elle est également finaliste de la bourse du projet Aftermath, et reçoit la bourse de la Fondation Alicia Patterson en 2011. En 2012, Andrea Bruce obtient le premier prix du Fonds Chris Hondros pour l'engagement, la volonté et le sacrifice dont elle a fait preuve dans son travail.
En 2014, le World Press Photo lui décerne le deuxième prix Daily Life pour l'image Soldier's Funeral. En 2016, elle est lauréate de la bourse Nieman de Harvard,. En 2017, Andrea Bruce est récompensée du prix de la vision environnementale.

## Expositions
Parmi une liste non exhaustive :
- Today's Pioneers: Two Women Photojournalists in Iraq and Afghanistan, en collaboration avec Stephanie Sinclair, Museum of Photographic Arts (MOPA), San Diego, 2006
- Picturing the World, The Ackland Art Museum, Chapel Hill, 2008
- Unseen Iraq, Reel Iraq Festival, Edinbourg, 2009
- Enamored, GuatePhoto Festival, Museo Nacional de Arte Moderno, Guatemala City, Guatemala, 2010
- Conflictzone, National Press Club, Washington, DC, 2011
- Arab Revolutions, Third-Floor Gallery, Londres, du 28 juillet au 4 septembre 2011
- WAR/PHOTOGRAPHY: Images of Armed Conflict and Its Aftermath, The Museum of Fine Arts, Houston, du 11 Novembre au février 2013
- Women in War, Corée du Sud, 2014